# Campeonato Asiático de Atletismo de 2019 - Arremesso de peso feminino
A prova do arremesso de peso feminino do Campeonato Asiático de Atletismo de 2019 foi disputada no dia 21 de abril de 2019 no Estádio Internacional Khalifa em Doha, no Catar. 

## Recordes
Antes desta competição, os recordes mundiais e do campeonato nesta prova eram os seguintes:
|                       | Nome               | Nacionalidade   | Distância | Local        | Data                |
| --------------------- | ------------------ | --------------- | --------- | ------------ | ------------------- |
| Recorde mundial       | Natalya Lisovskaya | União Soviética | 22m 63cm  | Moscou       | 7 de junho de 1987  |
| Recorde do campeonato | Huang Zhihong      | China           | 19m 69cm  | Nova Delhi   | 1989                |
| Recorde asiático      | Meisu Li           | China           | 21m 76cm  | Shijiazhuang | 23 de abril de 1988 |

## Medalhistas
| Ouro              | Prata                   | Bronze             |
| Gong Lijiao (CHN) | Noora Salem Jasim (BHR) | Song Jiayuan (CHN) |

## Cronograma
Todos os horários são locais (UTC+3)
| Data        | Hora  | Evento |
| ----------- | ----- | ------ |
| 21 de abril | 19:35 | Final  |

## Resultado final
| Posição           | Atleta            | Nacionalidade | #1    | #2    | #3    | #4    | #5    | #6    | Resultado | Notas                |
| ----------------- | ----------------- | ------------- | ----- | ----- | ----- | ----- | ----- | ----- | --------- | -------------------- |
| Medalha de ouro   | Gong Lijiao       | China         | 18.52 | 19.18 | 19.13 | x     | 18.90 | 19.00 | 19.18     | Recorde da temporada |
| Medalha de prata  | Noora Salem Jasim | Bahrein       | 17.90 | 18.00 | 17.64 | 17.73 | 17.49 | x     | 18.00     | Recorde nacional     |
| Medalha de bronze | Song Jiayuan      | China         | 17.61 | 17.56 | 17.00 | 17.58 | 17.70 | 17.21 | 17.70     |                      |
| 4                 | Nanaka Kori       | Japão         | 15.48 | 15.68 | x     | x     | x     | x     | 15.68     |                      |
| 5                 | Aya Ota           | Japão         | 15.50 | 15.26 | 15.45 | x     | x     | x     | 15.50     |                      |
| 6                 | Lin Chia-ying     | Taipé Chinesa | x     | 14.97 | 14.78 | 15.24 | 15.32 | x     | 15.32     |                      |
| 7                 | Eki Febri Ekawati | Indonésia     | 13.91 | 13.46 | 14.94 | 14.85 | 14.84 | x     | 14.94     | Recorde da temporada |

Legenda
| Recorde mundial       | Recorde mundial (World record)               |                       | Recorde africano                      | Recorde africano (African) |                                           | Q | Classificado por posição (Qualified) |
| Recorde do campeonato | Recorde do campeonato (Championship record)  | Recorde da América    | Recorde da América (Americas)         | q                          | Classificado por melhor tempo (Qualified) |   |                                      |
| Melhor marca do ano   | Melhor marca do ano (World leading)          | Recorde asiático      | Recorde asiático (Asian)              | DNS                        | Não largou (Did not start)                |   |                                      |
| Recorde nacional      | Recorde nacional (National record)           | Recorde europeu       | Recorde europeu (European)            | DNF                        | Não terminou (Did not finish)             |   |                                      |
| Recorde pessoal       | Recorde pessoal do atleta (Personal best)    | Recorde da Oceania    | Recorde da Oceania (Oceania)          | DSQ / DQ                   | Desclassificado (Disqualified)            |   |                                      |
| Recorde da temporada  | Recorde da temporada do atleta (Season best) | Recorde sul-americano | Recorde sul-americano (South America) | NM                         | Sem marca (No mark)                       |   |                                      |